# Крювелье, Каролин
Каролин Крювелье (род. 23 марта 1998, Истр) — французская боксёрша. Серебряный призёр чемпионата мира 2019 года. Бронзовый призёр чемпионата Европы 2019 года.

## Карьера
На Чемпионате Европы по боксу в Испании в 2019 году, в весовой категории до 54 кг, она сумела добраться до полуфинального поединка, в котором уступила, и завоевала бронзовую медаль турнира.
Предолимпийский чемпионат мира 2019 года, который состоялся в Улан-Удэ в октябре, французская спортсменка завершила финальным поединком, уступив тайваньской спортсменке Хуан Сяовэнь по раздельному решению судей. В результате на одиннадцатом чемпионате мира по боксу среди женщин она завоевала серебряную медаль.